# União Patriótica (Liechtenstein)
A União Patriótica (em alemão: Vaterländische Union, VU) é um partido político conservador de Liechtenstein. O VU é um dos dois principais partidos políticos em Liechtenstein, juntamente com o conservador monarquista Partido Cívico Progressista (FBP). Apesar de ambos serem conservadores e liberalistas, em contraste com FBP, o VU apoia um modelo de monarquismo constitucional e mais democracia.

## História

Logo do partido até 2024.

A União Patriótica foi formada em 1936 pela fusão do social-liberal Partido Popular Social-Cristão com o pequeno partido corporativista e nacional-socialista Serviço à Pátria de Liechtenstein. Enquanto o Partido Popular Social-Cristão era o partido maior, após a fusão, membros do Serviço à Pátria de Liechtenstein assumiram posições de destaque na liderança do novo partido.
Depois de décadas atrás do Partido Cívico Progressista, o VU se tornou o maior partido do Landtag pela primeira vez como resultado das eleições de 1970. Embora tenha perdido as eleições de 1974 para o FBP, venceu as eleições de 1978 e manteve a maioria Landtag até fevereiro de 1993. No entanto, as eleições antecipadas de outubro de 1993 permitiram que recuperasse a maioria, que manteve até 2001. Após as eleições estaduais de 2005, que trouxe uma baixa histórica de votos, a VU forneceu 10 dos 25 deputados e foi representada pelo vice-primeiro-ministro Klaus Tschütscher e Hugo Quaderer no governo de cinco membros. A VU emergiu como vencedora das eleições estaduais de 2009 e teve maioria absoluta no parlamento estadual para o período legislativo de 2009 a 2013 com 13 assentos e forneceu o novo chefe de governo na coalizão com o FBP. A União Patriótica perdeu cinco assentos no parlamento estadual nas eleições estaduais de 2013 e foi então representada com oito assentos e forneceu dois dos quatro vereadores do governo. Nas eleições estaduais de 2017, a União Patriótica conseguiu aumentar ligeiramente sua participação nos votos com 0,2%, mas ainda manteve 8 das 25 cadeiras no parlamento estadual. Nas eleições estaduais de 2021, a VU conquistou 10 dos 25 mandatos e registrou um aumento de 2,1% nos votos em relação às eleições estaduais de 2017.
Atualmente, sua membra Brigitte Haas é a chefe de governo, sendo a primeira mulher a ocupar o cargo de primeira-ministra do país.

## Resultados eleitorais

### Eleições parlamentares
| Data             | Líder               | Votos  | %      | Assentos | +/–      | Cl. | Governo  |
| ---------------- | ------------------- | ------ | ------ | -------- | -------- | --- | -------- |
| 1936             | Otto Schaedler      |        |        | 4 / 15   | –        | 2.º | Oposição |
| 1939             | Otto Schaedler      | 7 / 15 | 3      | 2.º      | Coalizão |     |          |
| 1945             | Otto Schaedler      | 1.285  | 45,28% | 7 / 15   | Estável  | 2.º | Coalizão |
| 1949             | Otto Schaedler      | 1.285  | 47,07% | 7 / 15   | Estável  | 2.º | Coalizão |
| 1953 (fevereiro) | Otto Schaedler      | 1.229  | 42,60% | 7 / 15   | Estável  | 2.º | Coalizão |
| 1953 (junho)     | Otto Schaedler      | 1.541  | 49,57% | 7 / 15   | Estável  | 2.º | Coalizão |
| 1957             | Otto Schaedler      | 1.537  | 47,64% | 7 / 15   | Estável  | 2.º | Coalizão |
| 1958             | Otto Schaedler      | 1.537  | 45,53% | 6 / 15   | 1        | 2.º | Coalizão |
| 1962             | Otto Schaedler      | 1.448  | 42,73% | 7 / 15   | 1        | 2.º | Coalizão |
| 1966             | Franz Nägele        | 1.581  | 42,79% | 7 / 15   | Estável  | 2.º | Coalizão |
| 1970             | Alfred Hilbe        | 2.008  | 49,57% | 8 / 15   | 1        | 1.º | Coalizão |
| 1974             | Alfred Hilbe        | 16.356 | 47,26% | 7 / 15   | 1        | 2.º | Coalizão |
| 1978             | Hans Brunhart       | 18.244 | 49,15% | 8 / 15   | 1        | 1.º | Coalizão |
| 1982             | Hans Brunhart       | 20.997 | 53,47% | 8 / 15   | Estável  | 1.º | Coalizão |
| 1986             | Hans Brunhart       | 46.793 | 50,19% | 8 / 15   | Estável  | 1.º | Coalizão |
| 1989             | Hans Brunhart       | 75.417 | 47,15% | 13 / 25  | 5        | 1.º | Coalizão |
| 1993 (fevereiro) | Hans Brunhart       | 73.217 | 45,43% | 11 / 25  | 2        | 2.º | Coalizão |
| 1993 (outubro)   | Mario Frick         | 78.898 | 50,12% | 13 / 25  | 2        | 1.º | Coalizão |
| 1997             | Mario Frick         | 82.786 | 49,3%  | 13 / 25  | Estável  | 1.º | Coalizão |
| 2001             | Mario Frick         | 76.402 | 41,35% | 11 / 25  | 2        | 2.º | Oposição |
| 2005             | Heinz Frommelt      | 74.162 | 38,23% | 10 / 25  | 1        | 2.º | Coalizão |
| 2009             | Adolf Heeb          | 95.219 | 47,61% | 13 / 25  | 3        | 1.º | Coalizão |
| 2013             | Thomas Zwiefelhofer | 65.118 | 33,55% | 8 / 25   | 5        | 2.º | Coalizão |
| 2017             | Thomas Zwiefelhofer | 65.742 | 33,73% | 8 / 25   | Estável  | 2.º | Coalizão |
| 2021             | Daniel Risch        | 72.361 | 35,89% | 10 / 25  | 2        | 1.º | Coalizão |
| 2025             | Brigitte Haas       | 79.478 | 38,32% | 10 / 25  | Estável  | 1.º | Coalizão |